# Héroïne Connection
Pour plus de détails, voir Fiche technique et Distribution.
Héroïne Connection (轟天龍虎會, Gwang tin lung fu wui) est un film d'action hongkongais réalisé par Ronny Yu et sorti en 1989 à Hong Kong. Il raconte l'histoire d'une guerre de gangs entre les mafias chinoises et italiennes à Amsterdam pour le contrôle du trafic d'héroïne. Il totalise 11 400 000 HK$ de recettes au box-office.
En 2008, il est révélé que les acteurs Andy Lau, Alex Man (en) et Carina Lau avaient été forcé par les triades de jouer dans ce film. Carina Lau est en particulier enlevée physiquement et forcée de monter dans l'avion pour les Pays-Bas après avoir refusé l'offre de film d'un chef de la triade.

## Synopsis
Chung Chi (Ku Feng) dirige Poulet rôti (Andy Lau) et Tai Lan Choi (Alex Man (en)), ainsi que la plus grande organisation de triade dans le Chinatown d'Amsterdam. La chanteuse Yin Hung (Carina Lau), qui travaille dans la ville, est enlevée mais finalement sauvée par Chi et ses subordonnés. Cependant, dans le même temps, cela entraîne une série de fusillades sanglantes. Après que tout se soit calmé, Chi et Hung se marient, tandis que Poulet rôti, qui a le béguin pour Hung, se sent déprimé. La mafia rivale profite de l'occasion pour attaquer et, lors d'un échange de coups de feu, Poulet rôti et Tai Lan Choi sont tués alors qu'ils couvraient Chi qui s'échappait et leur chauffeur Chan Chiu est gravement blessé. Cependant, Yin Hung a pu protéger les fils Bobby et Danny de Tai Lai Choi. Chi sauve Bobby (Russell Wong) et Danny (Steven Vincent Leigh (en)) et les élève.
Dix ans plus tard, Chi a rétabli son pouvoir dans le quartier chinois, unifié des gangs rivaux et établi un traité pacifique et au bénéfice mutuel. Tout le monde choisit Chi comme parrain et l'appelle Oncle Chi pour avoir réussi à imposer la paix dans le quartier chinois. Cependant, le nouveau chef de la mafia italienne, Scalia (Billy Drago), a toujours voulu s'étendre à Chinatown, utilise un trafiquant de drogue turc comme espion et collabore avec le citoyen sino-vietnamien, rival de Chi, Fan Tai Tung (Ho Ka-kui (en)), pour tendre une embuscade à Chi et le tuer. Bobby et Danny parviennent cependant à s'échapper de ce nouveau bain de sang.

## Fiche technique
- Titre original : 轟天龍虎會
- Titre français : Héroïne Connection[2]
- Réalisation : Ronny Yu
- Scénario : F. W. Sileroy et Victor Hon
- Photographie : Andrew Lau
- Montage : Peter Jones
- Musique : Les Gock (en)
- Production : Jim Choi
- Société de production : Fu Ngai Film Production
- Société de distribution : Fu Ngai Film Production
- Pays d'origine :  Hong Kong
- Langue originale : cantonais
- Format : couleur
- Genre : action et film de gangsters
- Durée : 99 minutes
- Dates de sortie :
  -  Taïwan : 21 octobre 1989
  -  Hong Kong : 4 novembre 1989
  -  Corée du Sud : 30 décembre 1989
  -  Portugal : 8 mars 1991

## Distribution
- Andy Lau : Poulet rôti
- Alex Man (en) : Tai Lan Choi
- Carina Lau : Yin Hung
- Russell Wong : Bobby Chow
- Ku Feng : Chung Chi
- Billy Drago : Scalia
- Steven Vincent Leigh (en) : Danny Chow
- Lisa Schrage (en) : Anne Micheals
- Victor Hon : Une-Main
- Ho Ka-kui (en) : Fan Tai Tung
- Tommy Wong : Mute
- Rocky Lai : Min
- Saskia van Rijswijk (en) : la femme de main
- Ricky Ho : Kong
- Shing Fui-on : Tuko
- Fung Yuen Chi
- Ronny Yu : le chef des Tong (caméo)
- Poon Cheung
- Chun Kwai Bo
- Chan Tat Kwong
- Mak Wai Cheung
- Suen Kwok Ming : un voyou
- John Chan : Ho
- Nirut Sirijanya : le général Ching
- Raymond Fung : Oncle Chung
- Lai Sing Kwong : un voyou

## Incident avec les triades
À Hong Kong, à la fin des années 1980, l'actrice Carina Lau est enlevée par des membres des triades pour avoir refusé l'offre de film d'un chef de gang, ce qui était connu depuis de nombreuses années. En 2008, Manfred Wong, producteur et ancien président des Hong Kong Film Awards, révèle sur son blog qu'elle avait été enlevé et forcé de prendre l'avion pour se rendre aux Pays-Bas pour jouer dans Héroïne Connection, aux-côtés des acteurs Andy Lau et Alex Man (en), qui ont également été forcés.
Pendant des années, une rumeur se répand selon lesquelles Andy Lau, l’un des plus célèbres acteurs de Hong Kong, avait été forcé par les triades de tourner dans un film. Wong confirme également sur son blog que Héroïne Connection est le film en question.
Beaucoup de gens pensent que le producteur Jim Choi, qui en profita le plus, est le cerveau de l'affaire. Il est abattu en 1992 à l'âge de 38 ans.